# Пинчук (хутор)
Пинчук — хутор в Россошанском районе Воронежской области.
Входит в состав Евстратовского сельского поселения.

## Население
| 2010 |
| ---- |
| 1    |